# Uczelnia Vistula
Uczelnia Vistula – dawna niepubliczna szkoła wyższa z siedzibą główną na Ursynowie w Warszawie założona w 10 lipca 1996 roku. Prowadziła studia licencjackie, magisterskie oraz podyplomowe na kierunkach: ekonomia, finanse i rachunkowość, informatyka, socjologia, filologia, stosunki międzynarodowe, turystyka i rekreacja, zarządzanie oraz finanse i rachunkowość. Studia prowadzone były w języku polskim i angielskim. Uczelnia posiada własny kampus o powierzchni 25 000 m². W 2012 została połączona z Akademią Finansów w Warszawie.

## Historia
Uczelnia Vistula dawniej Wyższa Szkoła Ekonomiczno-Informatyczna została utworzona decyzją Ministra Edukacji Narodowej z  10 lipca 1996 r. nr DNS-1-0145 /148/1/TBM/96. Do rejestru uczelni niepublicznych została wpisana pod numerem 96. W 2001 roku Minister Edukacji Narodowej wydał zgodę na prowadzenie studiów magisterskich na kierunku ekonomia, w 2003 roku na prowadzenie studiów na kierunku informatyka, w 2004 na kierunku stosunki międzynarodowe, w 2006 na kierunku filologia, socjologia, turystyka oraz rekreacja, zaś w 2010 na kierunki finanse i rachunkowość. W 2008 r. uczelnia otrzymała zgodę na uruchomienie w Mińsku Mazowieckim zamiejscowego ośrodka dydaktycznego.

### Kalendarium
- 1991 – Fundacja Promocji Ubezpieczeń tworzy Wyższą Szkołę Ubezpieczeń i Bankowości.
- 1992 – Wyższa Szkoła Ubezpieczeń i Bankowości zostaje wpisana do rejestru wyższych uczelni niepaństwowych Ministerstwa Edukacji Narodowej i Sportu.
- 2005 – Senat Wyższej Szkoły Ubezpieczeń i Bankowości podejmuje decyzję o zmianie nazwy uczelni na Akademię Finansów.
- 2012 – do Akademii Finansów dołącza Uczelnia Vistula (dawniej Wyższa Szkoła Ekonomiczno-Informatyczna w Warszawie – WSE-I), jednocześnie następuje zmiana nazwy Akademii Finansów na Akademię Finansów i Biznesu Vistula.

### Poczet rektorów
- 2000–2010 – prof. dr hab. Paweł Bożyk
- 2010–2012 – dr hab. Krzysztof Rybiński

## Kierunki
Uczelnia kształciła studentów na studiach licencjackich i magisterskich w języku polskim i angielskim:
- Ekonomia w Warszawie i Mińsku Mazowieckim,
- Informatyka (studia licencjackie i inżynierskie),
- Socjologia (tylko w języku polskim),
- Filologia,
- Stosunki międzynarodowe,
- Turystyka i rekreacja (tylko w języku polskim),
- Finanse i rachunkowość (tylko w języku polskim),
- Zarządzanie (tylko w języku polskim).

### Studia podyplomowe
Uczelnia w swojej ofercie posiadałą studia podyplomowe na kierunkach:
- Lobbing w praktyce gospodarczej,
- Zawód „Menadżer – Lider – Przywódca”,
- Tłumacz przysięgły język: angielski, niemiecki, rosyjski i włoski,
- Metodyka nauczania języków obcych,
- Metodyka nauczania języka polskiego jako obcego,
- Założenie i prowadzenie własnego przedsiębiorstwa,
- Doradztwo na rynku nieruchomości,
- Tłumaczenia specjalistyczne język: angielski, niemiecki, rosyjski, francuski, hiszpański, włoski,
- Przekład literacki język: niemiecki, angielski,
- Pośrednictwo w obrocie nieruchomości,
- Wycena nieruchomości,
- Zarządzanie nieruchomościami,
- Zarządzanie informacją i wiedzą w systemach informatycznych,
- Zarządzanie placówką oświatową,
- Efektywność gospodarowania odpadami,
- Kontrola i audyt wewnętrzny w administracji publicznej i gospodarce,
- Polski i międzynarodowy handel sztuką,
- Bezpieczeństwo i higiena pracy,
- Zintegrowane systemy informatyczne w przedsiębiorstwie,
- Budżetowanie zadaniowe w administracji publicznej,
- Zarządzanie BHP,
- Zarządzanie odpadami,
- Angielski w rachunkowości, bankowości i finansach,
- Rachunkowość w przedsiębiorstwie z elementami prawa podatkowego,
- Kontrola audyt wewnętrzny w administracji publicznej i gospodarce,
- Zarządzanie komunikacja wewnętrzna i intranetem,
- Dziennikarstwo lifestylowe – redaktor działu urody, zdrowia, stylu, sztuki kulinarnej,
- Zarządzanie wiedzą w oświacie,
- Zarządzanie talentami w firmie.

## Sport w Vistuli
Uczelnia posiadała halę sportową (20 m × 30 m) przystosowaną do gry w koszykówki, siatkówki, piłki nożnej halowej, badmintona, aerobiku, siłownię oraz odkryte boisko tartanowe do koszykówki.
Studenci uczelni startowali w akademickich mistrzostwach Warszawy, mistrzostwach Polski szkół wyższych, akademickich mistrzostwach Polski w koszykówce, siatkówce, piłce nożnej, badmintonie, lekkoatletyce, biegach przełajowych, judo, ergometrze wioślarskim i tenisie stołowym.

## Program CO-OP
Program CO-OP Education skierowany był do wszystkich studentów Vistuli, niezależnie od kierunku studiów oraz roku. Na studentów pierwszego roku czekają zajęcia z udziałem przedstawicieli firm partnerskich. Podczas ćwiczeń i wykładów studenci wprowadzeni są w realia pracy zawodowej, specyfikę działalności przedsiębiorstw, ich procedur i standardów działania oraz poszczególnych modeli biznesowych. Wśród firm partnerskich Vistuli znalazły się następujące firmy: IBM, Ciech, GlobalOne, Microsoft, Oracle, Call Center Training, DAT Komputer Concepts D-Link Polska, Polska Organizacja Turystyczna, czy Międzynarodowe Targi Polska Sp. z o.o. Patronat nad programem objął Business Centre Club.

## Educational Testing Service
Uczelnia była partnerem ETS (Educational Testing Service), organizacji testującej jakość edukacji językowej na świecie. W ramach współpracy z ETS możliwe jest przystąpienie i przygotowywanie się do egzaminów językowych certyfikowanych przez ETS (TOEIC, TOEFL, WiDaF).

## Współpraca międzynarodowa
Studenci Vistuli uczestniczyli w międzynarodowych wymianach w ramach programy Erasmus. Uczelnia współpracuje z następującymi ośrodkami na świecie:
- Andalusian Association of Spanish Schools for Foreigners (Hiszpania)
- Bahçeşehir Üniversitesi (Turcja)
- Blekinge Tekniska Högskola (Szwecja)
- Vysoké učení technické v Brně (Czechy)
- Schidnoukrajinśkyj nacionalnyj uniwersytet imeni Wołodymyra Dala (Ukraina)
- Fachhochschule Nordhausen (Niemcy)
- Fatih Üniversitesi (Turcja)
- Qafqaz Universiteti (Azerbejdżan)
- International Business School (Węgry)
- Lyngby Business School (Dania)
- Fachhochschule Salzburg (Austria)
- TOBB Ekonomi Ve Teknoloji Üniversitesi (Turcja)
- University of Applied Science (Niemcy)
- Università degli Studi di Firenze (Włochy)
- Uniwersytet w Mińsku (Białoruś)
- Universidade de Vigo (Hiszpania)
- Vilniaus kolegija (Litwa)
- Vorarlberg University of Applied Sciences (Austria)
- WESFORD (Grenoble, Francja)
- Università degli Studi di Perugia (Włochy)
- Universidad de Almeria (Hiszpania)

## Wyróżnienia i rankingi
- Certyfikat Uczelnia Liderów 2011
- W rankingu „Perspektyw” i „Rzeczpospolitej” Uczelnia zdobyła nagrodę specjalną Awans 2011 za największy skok wśród placówek niepublicznych.
- W rankingu tygodnika „Wprost” Uczelnia Vistula zajęła 3. miejsce wśród uczelni warszawskich.
- Certyfikat Uczelnia Roku 2011